# Мала проза
Мала проза — досить умовна назва для прозових творів, об'єм яких інтуїтивно визначається автором і читачем як менший, ніж типовий для національної літератури даного періоду. Таке формулювання питання щодо малої прози виникла в XX столітті, коли ерозії зазнала традиційна система літературних жанрів і на тлі жанрової невизначеності тексту його величина виявилася чи не найбільш помітною розпізнавальною ознакою. Водночас саме на рубежі XIX-XX ст. ряд внутрішньолітературних і загальнокультурних процесів привів до поступового зростання кількості прозових мініатюр. Серед таких процесів можна назвати й загострення питання про кордон між віршем і прозою, спонукало багатьох авторів експериментувати з прикордонними та перехідними формами (в тому числі з так званими віршами в прозі чия довжина природним чином виявлялася порівнянна з довжиною середнього ліричного вірша), і розширення ринку газет і журналів, орієнтованих на порівняно масового читача, в яких короткі тексти виявилися непогано затребувані.

## Про межі розуміння
Якого в точності розміру повинен бути прозовий текст, щоб вважатися малим, визначити неможливо. В англомовній традиції заведено вважати обсяг тексту в словах і до малої прози відносити тексти обсягом до 300, до 500, до 1500 слів. З поширенням Інтернету набула популярності теза про малий текст як такий, який при читанні з монітора не вимагає вертикальної прокрутки, про текст «величиною в один екран», - зрозуміло, що таке визначення не є строгим, оскільки не може врахувати відмінності у величині монітора і розмірі шрифту у різних читачів.
Характерно, що з аналогічними різночитаннями стикається і спроба визначити розмір віршованої мініатюри. Можливо, сувора однозначність визначення в подібних випадках недоречна (дивно було б вважати, що між текстом у 2000 знаків і текстом у 2200 знаків дійсно лежить якась якісна межа).

## Про внутрішній поділ малої прози
Теорія малої прозової форми розроблена слабко. В англомовній традиції намічено один базовий поділ малої прози: на надкоротке оповідання (англ. short short story) та вірш у прозі (англ. prose poem) - однак кордони між ними досить розмиті: мається на увазі, що надкоротке оповідання є центрованим на сюжеті, тоді як вірш у прозі - на ліричному переживанні та образному ряді. 
Надкороткі вигадані сюжетні розповіді в англомовних країнах останнім часом поділяють на: шестислівне оповідання(англ. six-word story), мінісага (англ. minisaga або dribble), оповідання обсягом до 50 слів, мікрофікція (англ. microfiction або drabble), оповідання обсягом до 100 слів, твіттература (англ. twitterature), твір обсягом до 280 слів ), sudden fiction (з англ. — «раптовий спалах»), оповідання обсягом до 750 слів , flash fiction (з англ — «історія-спалах»), оповідання обсягом до 1000 слів, та мікрооповідання (англ. micro-story).